# 張中傑案
張中傑案是指香港聾人張中傑於2018年被控刑事毀壞的案件。該案件涉及到一名手語傳譯員，該傳譯員同時代表控方和辯方，在庭外據稱慫恿張中傑承認控罪。 張中傑的妻子曾向投訴及內部調查科投訴，指控手語傳譯員的行為。然而，到2021年，警方回覆稱無法證實有關投訴的內容。

## 背景
張中傑在兩、三歲時就被診斷出有深度弱聽的問題。他的雙耳聽力受損程度超過了120分貝，因此他需要在左右耳都配戴助聽器。由於他的聽力受損嚴重，他在日常生活中需要依賴說話者的口形和神情來幫助理解對話內容。聽力受損程度達到120分貝以上，這相當於飛機起飛時引擎的聲音，只有在這種音量下，他才能聽到聲音。
根據報導，2018年10月15日，張中傑是一名現職洗車工人，曾在停車場追討款項時與一名姓麥的男子發生衝突。由於未能成功追討款項，張中傑感到憤怒，用手撥開一個水桶後離開現場。大約半個月後，警方兩次到張中傑的家中，要求他前往警署接受調查，但張中傑不在家。直到第三次警察上門，即同年11月5日下午約2時半，警方帶著手語傳譯員郭君迪再次到張中傑的家中。

## 傳譯員角色衝突
張中傑被帶到沙田警署，後來轉至田心警署。在警署與警方會面期間，張中傑聲稱警方出示一張紙條給他看，上面寫着「你可以找律師，致電家人」，並要求他簽名。然而，當張中傑想要找律師和一位熟悉手語的傳譯員協助翻譯時，郭君迪以「可以的，不需要」和「我會幫你」為由拒絕他的要求。
之後，警方詢問張中傑為何踢破一個水桶，並向他展示水桶破損的照片。張中傑解釋說，他只是撥開水桶，並不是他導致水桶破損的原因，因此他否認踢破水桶。然而，手語傳譯員郭君迪沒有準確傳達張中傑的意思，反指警察在口供紙上寫下張中傑承認的句子。張中傑解釋說，「口供紙大多數不是我說的。我說一句，警察就寫三、四句。」張中傑聲稱，「（口供紙上寫着）『我知道我錯，給我機會』，我根本沒有這樣說過，是郭君迪擅自替我求情，所以要寫這樣的內容。」
儘管張中傑明確表示不同意口供紙上的內容，並表示「不是這樣的」，手語傳譯員郭君迪卻告訴他「這樣對你有好處，這樣寫是幫助你」，並勸說張中傑在口供紙上簽字。張中傑堅持自己只是撥開水桶，並不是踢破，他對口供紙上的內容持不同意見，因此拒絕承認並且沒有簽字。
郭君迪向張中傑傳達這樣的信息：「如果你不簽字，他們會加控你的罪行。如果被加控的話，這會留下案底，刑罰更重，你會更麻煩。」她還表示：「這樣已經是幫你寫好的說辭，你簽吧。簽字你就可以離開，如果不簽字就不能走。」郭君迪還向警方表示張中傑不識字，讓警方無需理會張中傑。
張中傑指出，最不公平的是郭君迪透露她同時是報案人麥姓男子的手語傳譯員，這意味著郭君迪同時擔任控方和被告的傳譯員角色。

## 手語傳譯員慫恿認罪
張中傑的案件（法庭案件編號：STMP1092/18）於2018年11月20日在沙田裁判法院進行審訊。在第一次審訊中，法庭為張中傑安排手語傳譯員，以便傳譯審訊的內容。
法官在引述案情時指出，張中傑被指控踢破一個水桶。然而，張中傑堅稱自己只是撥開水桶，並否認這項指控。案件安排在同年12月4日進行第二次審訊。張中傑表示，在法庭上他與法官的位置相距甚遠，他無法清楚聽到法官的發言，因此主要依賴法庭手語傳譯員的翻譯。他稱，第一次審訊中的手語傳譯內容沒有什麼特別。
在同年12月4日早上約9時10分，案件在沙田裁判法院3樓1號法庭進行第二次審訊。在此之前，警方將張中傑帶到法庭的證人房進行交談。張中傑回憶說，在這次交談中，手語傳譯員郭君迪問及為何他在第一次審訊中不認罪。郭君迪告訴他「撥開水桶和用腳踢破水桶都是一樣的」，叫他不要過於執著於用詞。郭君迪還表示，如果他不認罪，可能會影響到他子女的教育和家庭，對他造成麻煩。這次交談發生在開庭審訊約五分鐘前，張中傑表示這種壓力使他感到緊張。他擔心警方可能會對他進行不必要的指控。

## 向警方及司法機構投訴
在本案中，被告在開庭後無可奈何地承認控罪，法官判處他一年守行為。然而，被告及其太太後來對手語傳譯員郭君迪的行為提出投訴，指責他影響被告的情緒和想法。被告太太於同年12月中旬向司法機構發信，投訴郭君迪的不當行為。此外，被告夫婦還向投訴及內部調查科發信，投訴警方和手語傳譯部門的不當處理。警方在12月18日回覆他們，表示已將案件記錄在案，並約定在2019年1月至2月期間與被告會面。然而，被告表示這次會面沒有取得任何進展，並且在2019年6月18日，警方仍稱調查工作尚未完成。直到2021年2月17日，投訴警察課才以書面回覆，表示無法證實投訴的內容。
另外，張中傑也向法庭語文辦事處投訴，指手語翻譯員郭君迪在警方拘捕他時，主動叫他認罪，而不是翻譯警方的話語。對此，法庭高級傳譯主任陳寶齡回覆指出，手語傳譯員並非司法機構的職員，而是以兼職身份提供手語傳譯服務。對於他們在接受政府部門或其他機構聘用時的服務情況，司法機構不作評論。

## 聾人機構提供協助
邵日贊是聾人機構「龍耳」的創辦人，他已經服務聾人接近二十年，並且參與過多起聾人案件。他也協助張中傑的刑事毀壞案，指出張中傑與他的朋友發生爭執，期間損毀朋友的水桶，因此被控告刑事毀壞。在警方逮捕和調查過程中，手語翻譯員郭君迪拒絕張中傑尋求律師和其他手語翻譯員協助的請求，並且在錄口供時扭曲他的語意，自行表示他認罪求情，還在庭外慫恿他認罪。警方並未提供其他輔助工具來錄取口供，也沒有錄影手語轉譯的過程，這使得張中傑無法提供辯護，最終導致該案無進展。
對於張中傑的指控，司法機構回覆稱，在過去的十年裡，他們只收到一宗關於一名特約手語翻譯員在法庭服務表現的投訴，經過既定的機制調查後該投訴被判定不成立。邵日贊對司法機構的回覆提出批評，指責他們根本沒有與張中傑的太太聯繫，就輕易地稱該投訴不成立，並質疑既定的機制是否有效地履行監督的職責。

## 平機會推出指引
平等機會委員會推出「聾健司法平等」指引，邵日贊質疑該指引不具法律效力，對改善司法傳譯制度毫無幫助。他指出司法傳譯問題十分重要，涉及會否出現冤案。他進一步指出，司法機構存在以下問題：
- 手語傳譯服務機制十分不透明，外界無從得知名單上的手語傳譯員是誰、具體資歷和經驗，也不清楚手語傳譯員如何考核以及由誰人考核。

- 有些手語傳譯員可能經驗不足，如果不公開名字就有這個弊端，因為聾人圈子不是很大，就會知道原來這個人三年前在某個組織學手語，或者原來他有很多投訴紀錄。

- 特約手語傳譯員缺乏監管，投訴機制也不透明[6]。

邵日贊提出該指引未處理的兩項問題，包括：
首先，手語翻譯的審訊謄本。現在，如果要檢查司法程序是否有錯漏，需要取得當日審訊的謄本，但現在卻無法取得手語傳譯謄本，這意味著無法知道手語傳譯員是否有傳譯上的失誤。
其次，手語傳譯員的監管問題。雖然這指引建議法庭公開手語傳譯員的名錄，但邵指出這樣的措施未能確保傳譯員的質素。他建議應限制傳譯員的工作時數，並詳細收集他們的工作紀錄，以確保他們的工作質量。
邵日贊續指，雖然該指引不具法律約束力，且未能覆蓋上述議題，但他相信政府願意踏出第一步就是好事。他希望有關當局能夠聆聽聾人和聽障人士的聲音，進一步改善司法傳譯制度，確保他們在司法程序中獲得公正對待。

## 改編為單元劇
2021年1月，「香港電台」將這個真實案件改編為單元劇「無惡之罪」，其中一輯名為《看見·聽不見》。